# Peretshofer Höhe
Die Peretshofer Höhe ist ein Hügel  bei Peretshofen, einem Gemeindeteil von Dietramszell im Landkreis Bad Tölz-Wolfratshausen.
Der höchste Punkt befindet sich in Wiesengelände vom Ortskern nur 250 m entfernt und kann von dort einfach über einen landwirtschaftlich genutzten Weg erreicht werden.